# Norberto Paterno
Norberto Paterno es un exluchador profesional argentino, famoso por personificar a El Gran Sullivan en el programa televisivo Titanes en el Ring.

## Biografía
Paterno nació en Buenos Aires. Hacia fines de los años 70 fue contratado por Martín Karadagián para participar de su programa de televisión Titanes en el Ring. Paterno personificó a Sullivan y a El Diábolo en la temporada 1982 del programa. Permaneció en la troupe de Karadagián hasta 1988. En 1997 participó de la vuelta de Titanes en el Ring por Canal 9.   
Norberto Paterno participó en las películas Titanes en el ring contraataca, y tuvo un papel en Tres alegres fugitivos con Juan Carlos Altavista, Carlitos Balá y Tristán.
En su trayectoria en Titanes en el Ring, personificó a El Gran Sullivan, Long, El Diábolo, La Momia Negra, Voltrón, Leono, La Momia